# Kumpusaari (ö i Norra Savolax, Inre Savolax, lat 62,92, long 26,76)
Kumpusaari är en ö i Finland. Den ligger i sjön Iisvesi, Virmasvesi och Rasvanki och i kommunen Tervo i den ekonomiska regionen  Inre Savolax ekonomiska region  och landskapet Norra Savolax, i den centrala delen av landet, 300 km norr om huvudstaden Helsingfors. Öns area är 5,9 hektar och dess största längd är 0,5 kilometer i sydöst-nordvästlig riktning.